# 크로스레프
크로스레프(CrossRef, CrossRef)는 전 세계 학술 연구 커뮤니티를 위한 비영리 개방형 디지털 인프라 기관이다. 국제 DOI 재단(International DOI Foundation) 산하 최대 규모의 디지털 객체 식별자(DOI) 등록 기관이다. 150개국 19,000명의 회원으로 구성된 크로스레프는 출판사, 도서관, 연구 기관, 그리고 연구비 지원 기관을 대표하며, 2000년 초 온라인 학술 저널에서 지속적인 크로스 플랫폼 인용 연결을 지원하기 위한 출판사 간 협력 사업의 일환으로 출범했다. 2023년 7월 기준, 크로스레프는 제한 없이 재사용 가능한 연구 객체 관련 메타데이터 레코드 1억 5천만 개를 식별하고 연결한다. 크로스레프는 매달 평균 11억 건의 DOI 확인(DOI 링크 클릭)을 처리하고, 매달 10억 건의 메타데이터 쿼리를 처리한다.